# 凌玉
凌玉，台灣愛情小說作家。
1996年5月於台灣禾馬文化出版第一部作品《紅玉古鐲》。截至2008年共出版23部作品。包括與插畫家陳淑芬及平凡合作的畫冊《Message》。另有短篇小說《紅蛇傳》收錄於其友黑潔明的小說《邪龍君》。
凌玉其中11部作品除在台灣出版外，另有發行香港版。當中《花魂》由陳湘記出版，其餘十部香港版書籍由皇冠出版社香港分社出版。

## 作品列表

### 中文出版物

#### 魅惑人間
- . 禾馬文化. 1996年5月. ISBN 978-957-799-281-9.

- . 禾馬文化. 1996年7月. ISBN 978-957-799-318-2.

- . 禾馬文化. 1996年10月. ISBN 978-957-799-368-7.

- . 禾馬文化. 1997年1月. ISBN 978-957-799-420-2.

#### 東方家
- . 禾馬文化. 1996年11月. ISBN 978-957-799-387-8.

- . 禾馬文化. 1997年6月. ISBN 978-957-799-529-2.

#### 長干行
- . 禾馬文化. 1997年7月. ISBN 978-957-799-559-9.
- 卷尾語：「一個簡單的青梅竹馬典型，輕鬆的劇情寫來很是愉快，那種『同居長干里，兩小無嫌猜』的感覺宛如水般清澈」

- . 禾馬文化. 1997年9月. ISBN 978-957-799-621-3.
- 卷尾語：「一種固執一生的愛情……心裏有個影子早已烙印，夜深人靜時就惦念著彼此。『感此傷妾心，坐愁紅顏老』的她，在那些分離的歲月裏不也念著他嗎？」

- . 禾馬文化. 1997年9月. ISBN 978-957-799-693-0.
- 詮釋「低頭向暗壁，千喚不一回」——「善於低頭的女人反而有更複雜的眼睛」，「善於利用心理謀略的人最是難以捉摸」。女主角在眾人眼中是一名埋首故紙堆的研究生、書呆子，實質是一位精明、強勢的特務領袖。

- . 禾馬文化. 1998年1月. ISBN 978-957-799-778-4.
- 序言節錄：「愛一個人的現在，並不必否定他的過去」

#### 違禮姝
- . 禾馬文化. 1998年11月. ISBN 978-957-809-227-3.

- . 禾馬文化. 1999年1月. ISBN 978-957-809-428-4.
- 序言節錄：
- 「道德應是以人性爲出發，而非枷鎖，若是道德淪爲迫害的藉口，那麽人也只是善耍手段，且衣冠楚楚的獸。」
- 《二手娘子》內文節錄：「有人曾說，天不生仲尼，萬古如長夜。但是，生了仲尼又如何呢？對某些人而言，綿長的歷史仍如同長夜般陰暗。唯小人與女子難養也，這句話被人不斷誤用，成爲指責。就算生了仲尼，有了那些詩云子曰，以及那些女誡與七出之條，對女人而言，萬古還是如同長夜」

#### 捻花惹草
- 序言節錄：「在久遠的神話裏，神農嘗著百草，中國人捻花惹草的日子，比我們所想像的開始得更早。廣義說來，生活中的辛香食料，或是俯首可拾的小秘方，都與花草有關。」
- 擅長使用花草作治療的楚依人穿梭於此系列的各個故事，原訂以其本人的故事《芳心罪》作謝幕。

- . 禾馬文化. 1999年2月. ISBN 978-957-809-463-5.

- . 禾馬文化. 1999年3月. ISBN 978-957-809-546-5.

- . 禾馬文化. 1999年6月. ISBN 978-957-809-599-1.

#### 惡魔的女人
- . 禾馬文化. 1998年7月. ISBN 978-957-799-984-9.

- . 禾馬文化. 1998年8月. ISBN 978-957-809-185-6.

#### 其他
- . 禾馬文化. 1997年5月. ISBN 978-957-799-503-2.

- . 禾馬文化. 1997年3月. ISBN 978-957-799-462-2.

- . 禾馬文化. 1998年4月. ISBN 978-957-799-897-2.

- . 禾馬文化. 1998年9月. ISBN 978-957-809-227-3.

- . 禾馬文化. 2001年3月. ISBN 978-957-471-462-9.

- . 大田. 2006年7月. ISBN 978-986-179-011-4.

### 日文出版物
- . 小学館プロダクション. 2006年5月. ISBN 978-4796870306.

## 外部連結
- 禾馬文化官方網站（页面存档备份，存于）